# Hafen Boston

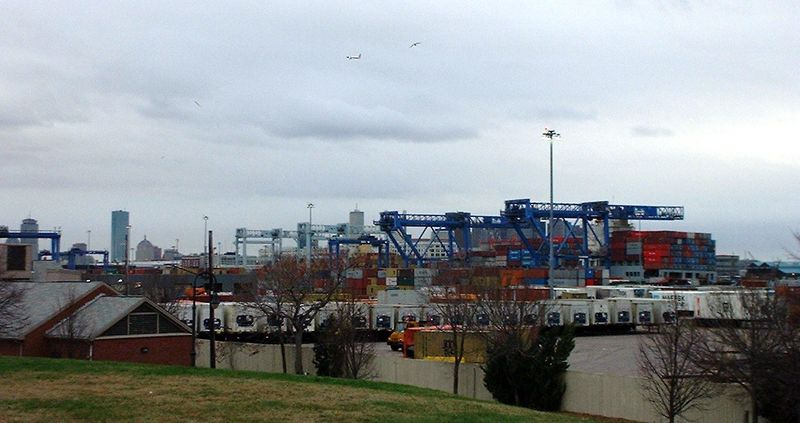
Conley Terminal

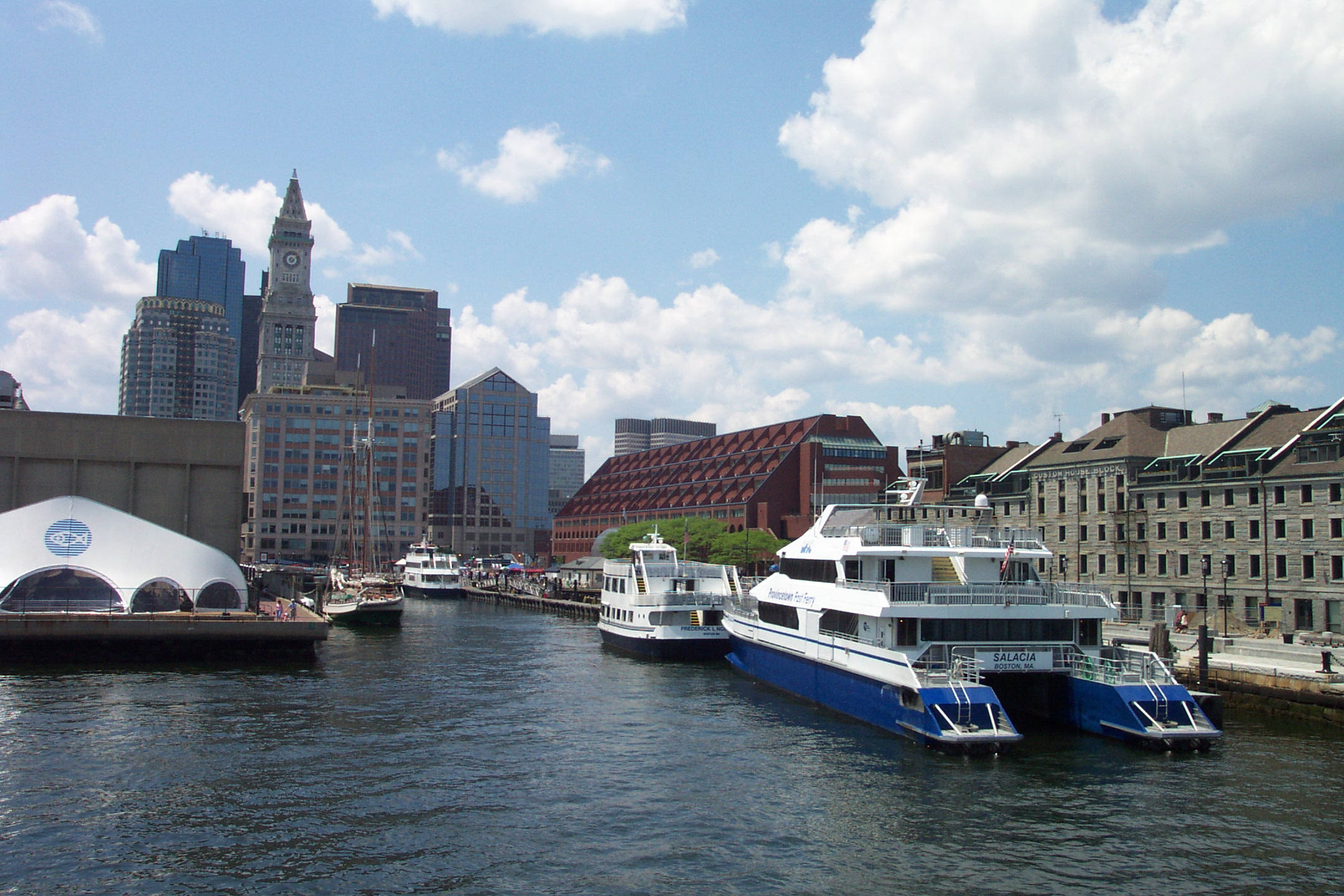
Long Wharf, Anlegestelle für Fähren und Kreuzfahrtschiffe

Der Hafen Boston (engl. Port of Boston) ist ein großer Seehafen nordöstlich des Stadtzentrums von Boston, Massachusetts in den Vereinigten Staaten. Er erstreckt sich auf die Territorien von Charlestown, East Boston, South Boston und Everett.
Es ist der größte Hafen des Bundesstaates, der älteste in der westlichen Hemisphäre sowie einer der wichtigsten an der Ostküste der Vereinigten Staaten. Betreiber ist das Öffentliche Unternehmen Massachusetts Port Authority (massport). Der Hafen wurde bereits  vor 1000 Jahren von der indigenen Bevölkerung genutzt und von europäischen Siedlern ausgebaut. Seitdem erlangte er internationale Bedeutung für den Überseehandel, insbesondere nach Gründung der Massachusetts Bay Colony.
Im Jahr 2014 wurden hier 17,0 Millionen tn. sh. Güter umgeschlagen, damit lag er auf Rang 39 innerhalb der Vereinigten Staaten.

## Geschichte

### Die Boston Tea Party
Am 16. Dezember 1773 fand im Hafen von Boston die Boston Tea Party statt. Aus Protest gegen die neuen Teegesetze, die im Tea Act vom 10. Mai 1773 verabschiedet worden waren, versenkten die Sons of Liberty, die sich symbolisch als Indianer verkleideten, die Teeladung von drei Schiffen der britischen East India Company im Bostoner Hafenbecken. Die Regierung verhängte darauf den Ausnahmezustand und riegelte den Hafen ab.

## Infrastruktur
Das Black Falcon Cruise Terminal (South Boston) ist die An- und Ablegestelle für Kreuzfahrtschiffe von April bis November. 2009 wurden hier 200.000 Passagiere abgefertigt. Der Boston Fish Pier (South Boston) ist der älteste noch in Betrieb befindliche Fischereihafen in den Vereinigten Staaten. Das Conley Terminal (South Boston) ist der Containerhafen. Der Boston Autoport (Charlestown), das ehemalige Moran Container Terminal, dient zur Verschiffung von Kraftfahrzeugen.